# Alojz Libnik
Alojz (Lojze) Libnik, slovenski gospodarstvenik in politik, * 9. september 1920, Črna na Koroškem, † 4. januar 2002, Rogaška Slatina.

## Življenjepis
Rodil se je v obrtniški družini, materi šivilji in očetu peku. Po propadu očetove pekarne se je kot 14-letnik zaposlil pri lesnem trgovcu in gostilničarju Antonu Rogini v Podgorju pri Slovenj Gradcu.
Pred drugo svetovno vojno je končal osnovno šolo, po vojni pa je ob delu maturiral na srednji ekonomski šoli v Celju ter leta 1966 diplomiral na Višji pravni šoli v Mariboru.
Z narodnoosvobodilnim gibanjem je z vmesnimi prekinitvami sodeloval od decembra 1941. Leta 1943 je bil v Mariboru prisilno mobiliziran v nemško vojsko in poslan na fronto v Ukrajino. Tam se je že drugi dan po prihodu ustrelil v roko, da bi se rešil okupatorske vojske. Poslali so ga v bolnišnico v Nemčijo, od koder je pobegnil k partizanom v Slovenijo. V Komunistično partijo Slovenije je leta 1944 vstopil iz SKOJ-a.
Po vojni je opravljal številne gospodarske in politične funkcije. Leta 1951 se je zaposlil v Zdravilišču Rogaška Slatina, najprej kot vodja recepcije, nato pa je leta 1954 postal glavni direktor zdravilišča. Na čelu zdravilišča je ostal vse do upokojitve leta 1982.
Med njegovim dolgoletnim direktorovanjem se je Zdravilišče Rogaška Slatina moderniziralo in ponovno stopilo ob bok najboljšim naravnim zdraviliščem na svetu. Bil je zaslužen za posodobitev zdraviliških objektov in infrastrukture zdravilišča in mesta Rogaška Slatina. V času njegovega vodenja se je v zdravilišču izoblikovala številčno močna strokovna ekipa zdravstvenih delavcev, zaradi katere je v Rogaško Slatino prihajalo vedno več domačih in tujih gostov. Učinkovit model organiziranosti, ki ga je vzpostavil, je naletel na velik odmev, podobne sisteme organiziranosti in dela pa so kasneje uvedli tudi v drugih domačih in tujih zdraviliščih.
Deloval je na širšem področju slovenskega gospodarstva, še posebej turizma. Med drugim je bil predsednik Poslovne skupnosti slovenskih zdravilišč, član Republiškega komiteja za turizem, bil pa je tudi v več organih Gospodarske zbornice Slovenije in Turistične zveze Slovenije ter v odborih raznih gospodarskih družb.
Za uspešno delo v gospodarstvu je prejel številna priznanja in nagrade, med drugim tudi Kraigherjevo nagrado, ki mu jo je leta 1977 Gospodarska zbornica Slovenije podelila za izjemne dosežke trajnejšega pomena v gospodarstvu.
Dve mandatni dobi je bil poslanec zvezne in republiške skupščine ter med letoma 1966 in 1970 župan Občine Šmarje pri Jelšah.

## Odlikovanja
- medalja za hrabrost
- medalja zaslug za narod
- red dela z rdečo zastavo
- red bratstva in enotnosti s srebrnim vencem
- red dela z zlatim vencem
- red za vojaške zasluge z zlatimi meči
- red republike z bronastim vencem
- spominski znak OF Slovenije